# Disneyland Railroad (Parijs)
De Disneyland Railroad (voorheen Euro Disneyland Railroad) is een smalspoorweg die rond het Disneyland Park, onderdeel van Disneyland Paris, loopt en samen met het park werd geopend op 12 april 1992. Passagiers gebruiken de spoorweg als transportmiddel naar andere delen van het park of simpelweg voor een grand circle tour, waarbij men een volledig ritje door het park maakt.

## Route
De Disneyland Railroad stopt op vier stations, verspreid door het park:
- Main Street, U.S.A., dit station ligt boven Town Square, het plein waar de bezoekers het park binnenkomen. Dit station wordt gezien als het startstation van de attractie. Vanaf dit station wordt een opgenomen vertelling afgespeeld die passagiers op de verschillende uitzichten wijst.
- Frontierland, ter hoogte van The Chaparral Theater. Doorgaans is dit het rustigste station, omdat het nogal in een uithoek van het park ligt. In Frontierland rijdt de trein tevens door een namaak-Grand Canyon met enkele dierenanimatronics en stormeffecten. De trein rijdt vervolgens verder door een tunnel in de attractie Pirates of the Caribbean in Adventureland, waar geen station aanwezig is.
- Fantasyland, te vinden tussen Peter Pan's Flight en Fantasy Festival Stage. Het traject van het spoor loopt in Fantasyland achter de façade van de attractie It's a Small World.
- Discoveryland, naast de attractie Star Tours en de film Captain EO.

## Treinen
Op het traject van de Disneyland Railroad rijden, wanneer alle voertuigen zijn ingezet, 4 treinen rond, die elk hun eigen naam dragen:
- №1. W.F. Cody - "Cody" is de echte naam van Buffalo Bill. De wagons zijn vernoemd naar plaatsen uit het Wilde Westen, zoals: Silverton, Durango, Denver, Wichita en Cheyenne.
- №2. C.K. Holliday - Deze trein is vernoemd naar de man achter de treinenmaatschappij Atchison, Topeka and Santa Fe Railway. Omdat deze trein gedecoreerd is als een vakantietrein uit de 19e eeuw, zijn haar wagons naar vakantiebestemming vernoemd, zoals: Coney Island, Atlantic City, Chesapeake, Long Island en Niagara Falls.
- №3. George Washington - De kleuren van deze trein zijn blauw, rood en wit en representatief voor zowel Frankrijk als de Verenigde Staten. De wagons van de trein zijn vernoemd naar plaatsen waar George Washington enige affiniteit mee had, zoals Mt. Vernon, Philadelphia, Yorktown en Valley Forge.
- №4. Eureka - Dit is het woord dat Californische mijnwerkers riepen als ze goud hadden ontdekt. De wagons zijn daarom vernoemd naar plaatsen uit Californië, zoals: San Francisco, Los Angeles, Monterey, San Diego en Sacramento.

## Trivia
- Dankzij het succes van de treinen is de trein Eureka later toegevoegd, een jaar na de opening van het park in 1992.
- Oorspronkelijk gezien bestond het traject maar uit 3 stations. Een jaar na de opening is het station in Discoveryland bijgebouwd.
- Adventureland kent geen station.
- De treinen zijn echte stoomtreinen. Het duurt meerdere dagen om de Cast Members op te leiden tot machinist.
- Een volledige rit rondom het park duurt ongeveer 30 minuten.